# Körperschallaufnehmer

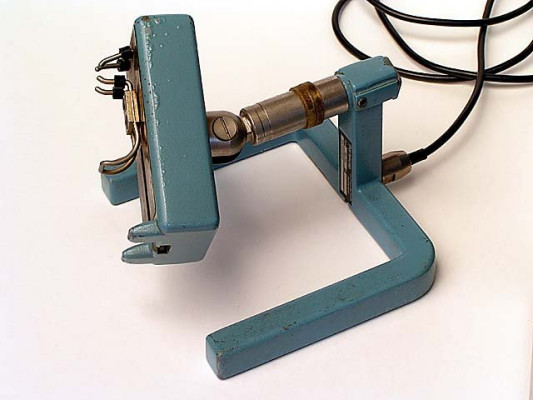
Zeitwaage Aufnehmer für Armbanduhren

Ein Körperschallaufnehmer (Körperschallmikrofon) ist ein elektroakustischer Wandler zur Körperschallmessung.
Zur Messung des Körperschalls wird von der mechanischen Schwingungsgröße mit einem Schallwandler ein analoges elektrisches Signal erzeugt. Dieses Signal wird nun elektrisch verstärkt und je nach Messaufgabe einer Frequenzbewertung unterzogen. Daraus wird der Effektivwert gebildet und mit einem Messinstrument angezeigt.
Da im Innern von Festkörpern die Schallfeldgrößen nur sehr schwer messbar sind, ist man bei der Körperschallmessung vorwiegend auf Untersuchungen der schwingenden Oberflächen angewiesen. Diese Schwingungen können durch Bewegungs-, Kraft oder Drehmomentmessungen erfasst werden, wobei die wichtigsten Kenngrößen die Auslenkung, bzw. der Schwingweg, die Schwinggeschwindigkeit, sowie die Schwingbeschleunigung sind. Dementsprechend klassifiziert man in drei grundlegende Typen von Körperschallaufnehmern:
1. Schwingbeschleunigungsaufnehmer
2. Schwinggeschwindigkeitsaufnehmer
3. Schwingwegaufnehmer

Die Kenntnis des Schwingwegs gibt Aufschlüsse über Dauerfestigkeitsprobleme, Alterungs-, Verschleiß- und Gefahrenmomente. Der Schwingweg ist – anders ausgedrückt – der Spannung im Werkstoff proportional. Die Schwinggeschwindigkeit dient zur Beurteilung der Schwinggüte (Schwingstärke), der Laufruhe, der Reizempfindlichkeit bzw. Belästigung des Menschen. Sie liefert Kriterien für die Begutachtung von Schwingungsschäden an Maschinen und Gebäuden. Die Schwingbeschleunigung ermöglicht die Bestimmung der Massenkräfte, die Beurteilung von Baufundamenten und hilft der Lösung spezieller Maschinenbauprobleme, Die Kenntnis dieser Größe ist besonders dort von Vorteil, wo nichtperiodische Schwingungen auftreten. Die Beschleunigung a ist der auf das Objekt einwirkenden Kraft F proportional.
Beim Klopfsensor moderner Ottomotoren oder bei der Zeitwaage interessiert vor allem der Zeitpunkt des Geräuschs, man benutzt den Körperschallaufnehmer, weil man direkt an der betroffenen Stelle nicht messen möchte (Uhr muss nicht demontiert werden) oder kann (im Verbrennungsraum des Motors).